# Clorammine
Le clorammine sono composti che derivano dall'ammoniaca NH3 per sostituzione (formale) di uno o due atomi di idrogeno con altrettanti atomi di cloro, notevolmente più elettronegativi. Sono quindi note la monoclorammina NH2Cl, detta spesso semplicemente clorammina, e la diclorammina NHCl2: la molecola trisostituita NCl3, senza più idrogeni, non viene normalmente chiamata triclorammina, ma tricloruro di azoto. Queste clorammine sono a volte dette anche clorammine inorganiche perché, sostituendo uno o due atomi di idrogeno con alchili o arili, si generano le clorammine organiche R-NH-Cl, R2N-Cl e R-NCl2, dove R denota un gruppo idrocarburico che può essere indifferentemente un alchile o un arile.

## Sintesi
La monoclorammina e la diclorammina si possono formare per reazione dell'ammoniaca con il cloro. Senza controllo del pH e senza appropriati accorgimenti, dalla reazione si forma una miscela delle clorammine, compreso NCl3, cloruro di ammonio NH4Cl e anche in parte idrazina NH2-NH2.
NH3 + Cl2 → HCl + NH2Cl (monoclorammina, incolore)
NH2Cl + Cl2 → HCl + NHCl2 (diclorammina, gialla)
La sostituzione degli idrogeni con clori può essere effettuata impiegando cloro gassoso (Cl2),  oppure con una reazione di NH3 in soluzione acquosa per azione dell'ipoclorito di sodio o, acidificando, la specie attiva diviene l'acido ipocloroso. In quest''ultimo caso, la reazione stechiometrica è questa:
NH3 + HClO → NH2Cl + H2O
Facendo reagire ipoclorito di sodio con l'ammide dell'acido p-toluensolfonico si ottiene invece la cosiddetta clorammina T (CH3C6H4SO2N(Na)Cl).
Le clorammine, anche quelle organiche, sono presenti nelle acque clorate delle piscine; si formano per la presenza di tracce di ammoniaca o amminoacidi e materia organica in genere che vengono rilasciate dal sudore, dalla saliva, dal muco, dall'urina e dalla presenza di insetti nelle acque stesse per reazione con il cloro presente. Per la presenza di microorganismi, anche la disinfezione delle acque destinate ad uso alimentare (potabilizzazione) tramite clorazione introduce tracce di clorammine. Anche l'utilizzo di ammoniaca e candeggina nelle normali pulizie domestiche dà luogo alla formazione di clorammine.

## Utilizzi

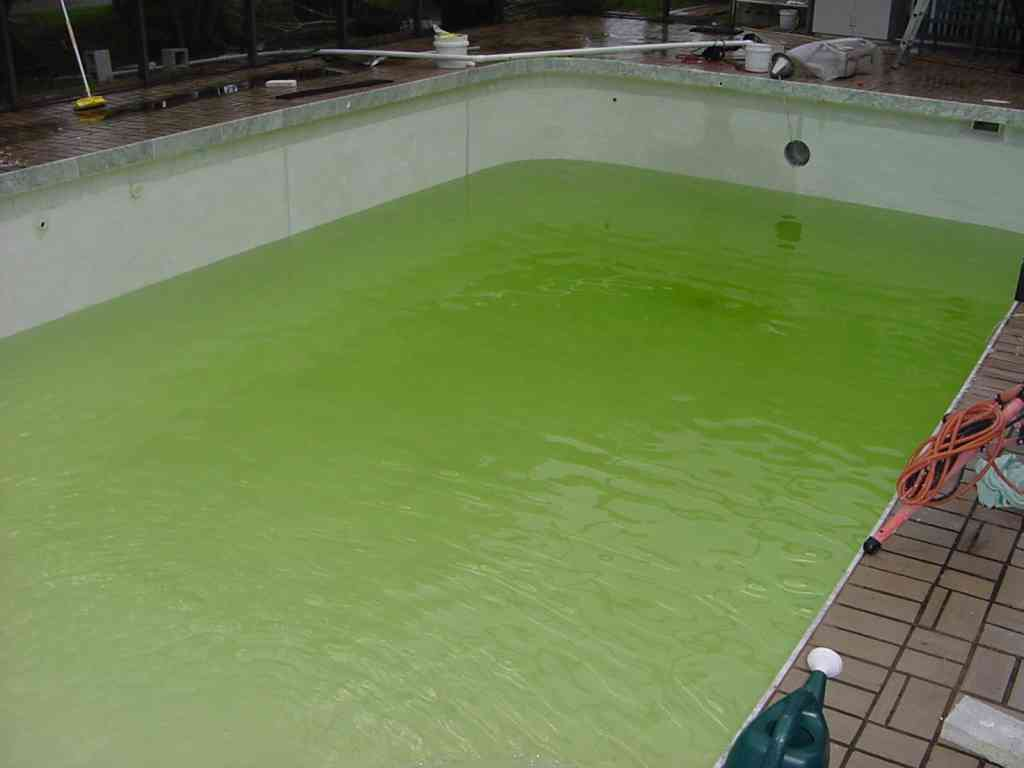
Piscina trattata con cloro, come si può vedere, la colorazione verdastra

Dato che le clorammine sono composti che liberano lentamente cloro, sono utilizzate a bassissime concentrazioni per la potabilizzazione delle acque, nella disinfezione dei locali e in ambito chirurgico per il loro potere germicida e fortemente ossidante. In generale possono essere utilizzate come disinfettanti e germicide, con le dovute cautele, essendo dotate di elevata tossicità.

## Effetti sulla salute
Le clorammine hanno effetti tossici per la salute umana. I primi sintomi associati all'inalazione di clorammine includono: tosse, respirazione difficoltosa, dolore al torace, nausea, lacrimazione, irritazione delle vie respiratorie e oculare.